# Luca Orellano
Luca Orellano, né le 22 mars 2000, est un footballeur argentin évoluant au poste d'ailier droit au FC Cincinnati.

## Biographie
Orellano joue dans les équipes de jeunes du Vélez Sarsfield dès 2009. Il intègre le groupe professionnel entraîné par Gabriel Heinze en 2018 et le 25 novembre 2018, il fait ses débuts lors d'une victoire à l'extérieur contre l'Unión Santa Fe en championnat d'Argentine (victoire 0-2).
Il inscrit son premier but en Primera División le 8 novembre 2020, sur la pelouse du Club de Gimnasia y Esgrima La Plata, permettant à son équipe d'arracher le match nul (2-2).
En 2020, il participe à la Copa Sudamericana. Il se met en évidence en marquant un but en quart de finale face au club chilien de l'Universidad Católica. Son équipe s'incline en demi-finale face au CA Lanus. L'année suivante, il participe à la prestigieuse Copa Libertadores. Il marque un but en phase de groupe contre le club chilien de l'Unión La Calera.